# باربرا إف. لي
باربرا إف. لي (بالإنجليزية: Barbara F. Lee)‏ هي فاعلة خير أمريكية، ولدت في 3 يوليو 1945.

## وصلات خارجية
- الموقع الرسمي